# Grande Prêmio da Malásia de 2009
Resultados do Grande Prêmio da Malásia de Fórmula 1 realizado em Sepang em 5 de abril de 2009. Segunda etapa do campeonato, foi vencido pelo britânico Jenson Button, da Brawn-Mercedes, com Nick Heidfeld em segundo pela BMW Sauber e Timo Glock em terceiro pela Toyota.

## Resumo
- Corrida interrompida na volta 33 e cujo resultado foi baseado na classificação da volta 31. Devido à chuva forte e à falta de iluminação natural, a prova foi encerrada e apenas metade dos pontos foi atribuída aos pilotos, pois a prova não completou 75% da distância prevista.
- A última vez que isso ocorreu foi no Grande Prêmio da Austrália de 1991.[3] A distância de 171,833 km percorrida durante a prova foi a quinta menor já percorrida em um Grande Prêmio Internacional. A Brawn GP se tornou a segunda equipe construtora a vencer os dois primeiros grandes prêmios disputados desde que a Alfa Romeo ganhou os dois primeiros que disputou em 1950.
- Último pódio de Nick Heidfeld pela BMW Sauber e o último dele até o Grande Prêmio da Malásia de 2011.
- Quinta corrida na história da Fórmula 1 que atribuiu a pontuação pela metade.[4]

## Classificação da prova

### Treinos classificatórios
Carros com KERS estão marcados com "‡"
| Pos.   | Nº | Piloto               | Equipe               | Q1       | Q2       | Q3       | Grid | Notas      |
| ------ | -- | -------------------- | -------------------- | -------- | -------- | -------- | ---- | ---------- |
| 1      | 22 | Jenson Button        | Brawn-Mercedes       | 1:35.058 | 1:33.784 | 1:35.181 | 1    |            |
| 2      | 9  | Jarno Trulli         | Toyota               | 1:34.745 | 1:33.990 | 1:35.273 | 2    |            |
| 3      | 15 | Sebastian Vettel     | Red Bull-Renault     | 1:34.935 | 1:34.276 | 1:35.518 | 13   | [ nota 2 ] |
| 4      | 23 | Rubens Barrichello   | Brawn-Mercedes       | 1:34.681 | 1:34.387 | 1:35.651 | 8    | [ nota 3 ] |
| 5      | 10 | Timo Glock           | Toyota               | 1:34.907 | 1:34.258 | 1:35.690 | 3    |            |
| 6      | 16 | Nico Rosberg         | Williams-Toyota      | 1:35.083 | 1:34.547 | 1:35.750 | 4    |            |
| 7      | 14 | Mark Webber          | Red Bull-Renault     | 1:35.027 | 1:34.222 | 1:35.797 | 5    |            |
| 8      | 5  | Robert Kubica        | BMW Sauber           | 1:35.166 | 1:34.562 | 1:36.106 | 6    |            |
| 9      | 4‡ | Kimi Räikkönen       | Ferrari              | 1:35.476 | 1:34.456 | 1:36.170 | 7    |            |
| 10     | 7‡ | Fernando Alonso      | Renault              | 1:35.260 | 1:34.706 | 1:37.659 | 9    |            |
| 11     | 6‡ | Nick Heidfeld        | BMW Sauber           | 1:35.110 | 1:34.769 |          | 10   |            |
| 12     | 17 | Kazuki Nakajima      | Williams-Toyota      | 1:35.341 | 1:34.788 |          | 11   |            |
| 13     | 1‡ | Lewis Hamilton       | McLaren-Mercedes     | 1:35.280 | 1:34.905 |          | 12   |            |
| 14     | 2‡ | Heikki Kovalainen    | McLaren-Mercedes     | 1:35.023 | 1:34.924 |          | 14   |            |
| 15     | 11 | Sébastien Bourdais   | Toro Rosso-Ferrari   | 1:35.507 | 1:35.431 |          | 15   |            |
| 16     | 3‡ | Felipe Massa         | Ferrari              | 1:35.642 |          |          | 16   |            |
| 17     | 8‡ | Nelson Piquet Jr.    | Renault              | 1:35.708 |          |          | 17   |            |
| 18     | 21 | Giancarlo Fisichella | Force India-Mercedes | 1:35.908 |          |          | 18   |            |
| 19     | 20 | Adrian Sutil         | Force India-Mercedes | 1:35.951 |          |          | 19   |            |
| 20     | 12 | Sébastien Buemi      | Toro Rosso-Ferrari   | 1:36.107 |          |          | 20   |            |
| Fonteː |    |                      |                      |          |          |          |      |            |

### Corrida
| Pos.   | Nº | Piloto               | Construtor           | Voltas | Tempo/Diferença | Grid | Pontos |
| ------ | -- | -------------------- | -------------------- | ------ | --------------- | ---- | ------ |
| 1      | 22 | Jenson Button        | Brawn-Mercedes       | 31     | 55:30.622       | 1    | 5      |
| 2      | 6‡ | Nick Heidfeld        | BMW Sauber           | 31     | + 22.722        | 10   | 4      |
| 3      | 10 | Timo Glock           | Toyota               | 31     | + 23.513        | 3    | 3      |
| 4      | 9  | Jarno Trulli         | Toyota               | 31     | + 46.173        | 2    | 2,5    |
| 5      | 23 | Rubens Barrichello   | Brawn-Mercedes       | 31     | + 47.360        | 8    | 2      |
| 6      | 14 | Mark Webber          | Red Bull-Renault     | 31     | + 52.333        | 5    | 1,5    |
| 7      | 1‡ | Lewis Hamilton       | McLaren-Mercedes     | 31     | + 1:00.733      | 12   | 1      |
| 8      | 16 | Nico Rosberg         | Williams-Toyota      | 31     | + 1:11.576      | 4    | 0,5    |
| 9      | 3‡ | Felipe Massa         | Ferrari              | 31     | + 1:16.932      | 16   |        |
| 10     | 11 | Sébastien Bourdais   | Toro Rosso-Ferrari   | 31     | + 1:42.164      | 15   |        |
| 11     | 7‡ | Fernando Alonso      | Renault              | 31     | + 1:49.422      | 9    |        |
| 12     | 17 | Kazuki Nakajima      | Williams-Toyota      | 31     | + 1:56.130      | 11   |        |
| 13     | 8‡ | Nelson Piquet Jr.    | Renault              | 31     | + 1:56.713      | 17   |        |
| 14     | 4‡ | Kimi Räikkönen       | Ferrari              | 31     | + 2:22.841      | 7    |        |
| 15     | 15 | Sebastian Vettel     | Red Bull-Renault     | 30     | Rodou           | 13   |        |
| 16     | 12 | Sébastien Buemi      | Toro Rosso-Ferrari   | 30     | Rodou           | 20   |        |
| 17     | 20 | Adrian Sutil         | Force India-Mercedes | 30     | + 1 volta       | 19   |        |
| 18     | 21 | Giancarlo Fisichella | Force India-Mercedes | 29     | Rodou           | 18   |        |
| Ret    | 5  | Robert Kubica        | BMW Sauber           | 1      | Motor           | 6    |        |
| Ret    | 2‡ | Heikki Kovalainen    | McLaren-Mercedes     | 0      | Rodou           | 14   |        |
| Fonte: |    |                      |                      |        |                 |      |        |

## Tabela do campeonato após a corrida
| Pos.   | Piloto             | Pontos |
| ------ | ------------------ | ------ |
| 1      | Jenson Button      | 15     |
| 2      | Rubens Barrichello | 10     |
| 3      | Jarno Trulli       | 8,5    |
| 4      | Timo Glock         | 8      |
| 5      | Nick Heidfeld      | 4      |
| Fonte: |                    |        |

| Pos.   | Construtor      | Pontos |
| ------ | --------------- | ------ |
| 1      | Brawn-Mercedes  | 25     |
| 2      | Toyota          | 16,5   |
| 3      | BMW Sauber      | 4      |
| 4      | Renault         | 4      |
| 5      | Williams-Toyota | 3,5    |
| Fonte: |                 |        |

- Nota: Somente as primeiras cinco posições estão listadas.